# Кадан
Кадан (монг. Хадан) — монгольский военачальник; внук Чингисхана, сын Угэдэя, младший брат Гуюка. Один из командующих в Западном походе.

## Биография
По сведениям Рашид ад-Дина, был шестым сыном Угэдэя; его матерью была наложница Эркинэ. Кадан воспитывался в ставке Чагатая.
В 1237 году участвовал в походе на башкир, Волжскую Булгарию и мордву, зимой 1237—1238 годов — в первом походе на Русь. На обратном пути из Новгородской земли в степь корпус Кадана и Бури двигался восточнее основных сил, в том числе вторично за время похода пройдя по Рязанской земле. В самом начале мая 1238 года корпус подошёл под осаждаемый седьмую неделю основными силами Козельск, который был после этого взят за 3 дня.
В конце 1238 года Кадан упоминается вместе с Мунке при покорении черкесов в западной части Северного Кавказа. Зимой 1239—1240 годов Кадан вместе с Мунке, Гуюком и Бури участвовал в 3-месячной осаде города Минкас (М.к.с, Ме-це-сы), закончившейся общим штурмом на протяжении нескольких дней подряд и расправой с жителями.
В последней части западного похода войска Кадана участвовали во взятии Киева, после разделения войск на Волыни, когда в исполнение отцовского приказа ушёл в Монголию Гуюк, Кадан вместе с Батыем и Субэдэем взял за 3 дня Галич. После этого отряд Кадана отделился от сил Батыя и Субэдэя, прошёл через болоховскую землю (её жители согласились на хлебную дань), преодолел Карпаты, вторгся в Венгрию, где двигался самым южным маршрутом, отойдя на север лишь для того, чтобы принять участие в битве на Шайо, где были разгромлены венгерские войска (1241). Затем Кадану удалось захватить Варадин, Арад, Перег, Егрес, Темешвар, Дьюлафехервар. В апреле 1242 года корпус Кадана вышел к Адриатике, монгольскому «последнему морю», затем последовало возвращение на восток.
В 1251 году Кадан поддержал кандидатуру Мункэ на ханский престол, а во время распри Ариг-Буги и Хубилая выступил на стороне последнего. В конце 1260 года Кадан разгромил под Силяном в северо-западном Китае армию сторонника Ариг-Буги Аландара (Алямдара) и казнил его.